# Reprezentacja Barbadosu w piłce nożnej mężczyzn
Reprezentacja Barbadosu w piłce nożnej jest narodową drużyną Barbadosu i jest kontrolowana przez Związek Piłkarski Barbadosu (Barbados Football Association). Federacja została założona w 1910. Od 1968 jest członkiem FIFA i CONCACAF. Nigdy nie awansowała do finałów Mistrzostw Świata ani do Złotego Pucharu CONCACAF.
Obecnie w Federacji CONCACAF, Barbados zajmuje 24. miejsce stan na (19 grudnia 2013).
Trenerem kadry Barbadosu jest Somalijczyk Ahmed Mohamed.

## Udział wMistrzostwach Świata
- 1930 – 1966 – Nie brał udziału (był kolonią brytyjską)
- 1970 – 1974 – Nie brał udziału
- 1978 – Nie zakwalifikował się
- 1982 – Nie brał udziału
- 1986 – Wycofał się w trakcie kwalifikacji
- 1990 – Nie brał udziału
- 1994 – 2022 – Nie zakwalifikował się

## Udział wZłotym Pucharze CONCACAF
- 1991 – Nie brał udziału
- 1993 – 2021 – Nie zakwalifikował się

## Udział wPucharze Karaibów
- 1989 – Faza Grupowa
- 1990 – Turnieju nie dokończono[2]
- 1991 – Nie brał udziału
- 1992 – 1993 – Nie zakwalifikował się
- 1994 – Faza Grupowa
- 1995 – 1999 – Nie zakwalifikował się
- 2001 – Faza Grupowa
- 2005 – IV Miejsce
- 2007 – Faza Grupowa
- 2008 – Faza Grupowa
- 2010 – 2017 – Nie zakwalifikował się